# Bever
Bever (em italiano: Bevero) é uma comuna da Suíça, no Cantão Grisões, com cerca de 689 habitantes. Estende-se por uma área de 45,65 km², de densidade populacional de 15 hab/km². Confina com as seguintes comunas: Bergün/Bravuogn, Bivio, La Punt-Chamues-ch, Marmorera, Samedan, Sankt-Moritz, Silvaplana, Sur, Tinizong-Rona.
As línguas oficiais nesta comuna são o Romanche e o Alemão, sendo o italiano a terceira língua mais frequente.